# بروبيومازين
بروبيومازين (لارجون، بروبافان، إيندورم، دوريفين، دوريفان) هو مضاد للهيستامين يقوم بمنع عمل مستقبلات الهيستامين (H1) فيُستخدم لعلاج الأرق، ولإنتاج شعور بالنعاس أو الخمول، ولتخفيف القلق قبل وخلال إجراء العمليات الجراحية وبعض الإجراءات الأخرى، ويتم استخدامه بالتعاون مع مسكنات الآلام أثناء عمليات الولادة.
بروبيومازين هو فينوثيازين في طبيعته ولكنه لا يُستخدم لعلاج الذهان لأنه لا يمنع عمل مستقبلات الدوبامين جيداً.

## آلية العمل
بروبيومازين هو مضاد لمستقبلات الدوبامين (1,2,4)، ومستقبلات السيروتونين (5-HT الأنواع 2Aو2C)، والمستقبلات الماسكرينية من خلال 5مستقبلات ألفا 1، ومستقبلات الهيستامين (H1).
يَنتج تأثير البروبيومازين المضاد للذهان بسبب قدرته على منع عمل مستقبلات الدوبامين والسيرتونين من النوع 2، مع نشاط أكبر على مستقبلات السيرتونين (5-HT2) مقارنةً بنشاطه على مستقبلات الدوبامين (من النوع 2)، وقد يفسر هذا عدم وجود تأثيرات خارج المنطقة الهرمية.
ويبدو أن البروبيومازين لا يمنع عمل الدوبامين داخل الجهاز القمعي، مما يوضح إنخفاض معدل حدوث حالات فرط البرولاكتين في الدم مقارنةً بالحال عند تناول مضادات الذهان النموذجية أو الريسيبريدون.

## الآثار الجانبية
من النادر حدوث آثار جانبية عند تناول بروبيومازين، وتشمل هذه الآثار النادرة بعض الآثار الخطيرة مثل النوبات (التشنجات)، صعوبة وسرعة في التنفس بشكل غير إعتيادي، سرعة ضربات القلب وعدم إنتظامها، حمى، ارتفاع أو إنخفاض ضغط الدم، فقدان السيطرة على المثانة، تصلب العضلات، زيادة غير عادية في التعرق، شحوب البشرة بشكل غير إعتيادي، وتعب وضعف غير عادي.
ويعد النعاس أحد الأعراض الجانبية المعتادة.

## موانع الاستعمال
يمنع استخدامه في المرضى الذين يعانون من فرط التحسس للعلاج أو لأي مكون آخر من مكونات العلاج والمرضى أو من يعانون من فشل وظائف الكبد الحاد كما ويمنع استخدامة من قبل مرضى الذهان.

## إحتياطات خاصة
يتم صرف العلاج وفقا لتعليمات الطبيب وتحت إشرافه يجب متابعة فحوصات الدم المخبرية كما ويجب عمل فحص وظائف الكلوة الدورية ووظائف الكبد كذلك
لم يصنف الدواء لفئة الحمل ولم تظهر مخاطره على المرأة الحامل وجنينها إلى الآن لذلك لا ينصح بستخدامه إلى الوقت الحالي.
لم يصنف الدواء لفئة المرضعة ولم تظهر مخاطره على المرأة المرضعة ومولودها الرضيع إلى الآن لذلك لا ينصح بستخدامه إلى الوقت الحالي.

## التداخلات الدوائية
يمنع استخدام العلاج متزامنا مع العلاجات المستخدمه في علاج التشنجات العصبية وأدوية علاج الصرع عامة لما وجد تاثير سلبي في حال تزامن العلاجين سوية كما ويستخدم بحذر من قبل المرضى الذيت يتناولون العلاجات النفسية التي تعمل مباشرة على الجهاز العصبي المركزي.

## الجرعات وطرق الاستعمال
عادة ما تختلف الجرعات الدوائية تبعا للشكل الصيدلاني المستخدم من قبل الطبيب كما وتعتمد الجرعات كذلك على السبب العلاجي والحالة الصحية للمريض.